# Zezé Di Camargo
Mirosmar José de Camargo (Pirenópolis, 17 de agosto de 1962), mais conhecido pelo nome artístico Zezé Di Camargo, é um cantor e compositor brasileiro. Integra juntamente com seu irmão, Luciano Camargo, a dupla sertaneja Zezé Di Camargo & Luciano, que vendeu mais de 30 milhões de discos. Zezé é considerado um ícone sertanejo, responsável pela ascensão do gênero nas décadas de 1990 e 2000 com composições e interpretações relevantes, sendo uma delas, "É o amor", considerada o maior sucesso da dupla.
Zezé foi interpretado no cinema por Márcio Kieling e no teatro por Beto Sargentelli em 2 Filhos de Francisco.

## Biografia e carreira

### Início de vida e dupla com Emival
Mirosmar nasceu no povoado de Capela do Rio do Peixe, Pirenópolis, filho mais velho de Helena Siqueira de Camargo (2 de agosto de 1945), e do lavrador Francisco José de Camargo (Pirenópolis, 16 de maio de 1937 – Goiânia, 23 de novembro de 2020). Zezé tem mais tempo de carreira musical do que seu irmão Welson que viria adotar o nome artístico de Luciano. Começou tocando gaita de boca e, aos 11 anos, ganhou um acordeom de seu pai. Na sua infância, Zezé fazia dupla com outro irmão, Emival, chamada Camargo e Camarguinho. A dupla se apresentava em festas na cidade de Pirenópolis.
Em 1975, os irmãos sofreram um acidente automobilístico. Emival foi vítima fatal do desastre, enquanto Zezé Di Camargo teve apenas um ferimento ao lado do olho. A morte de seu parceiro de dupla acabou paralisando a carreira de Zezé por algum tempo.

### Retorno após o hiato e dupla Zazá & Zezé

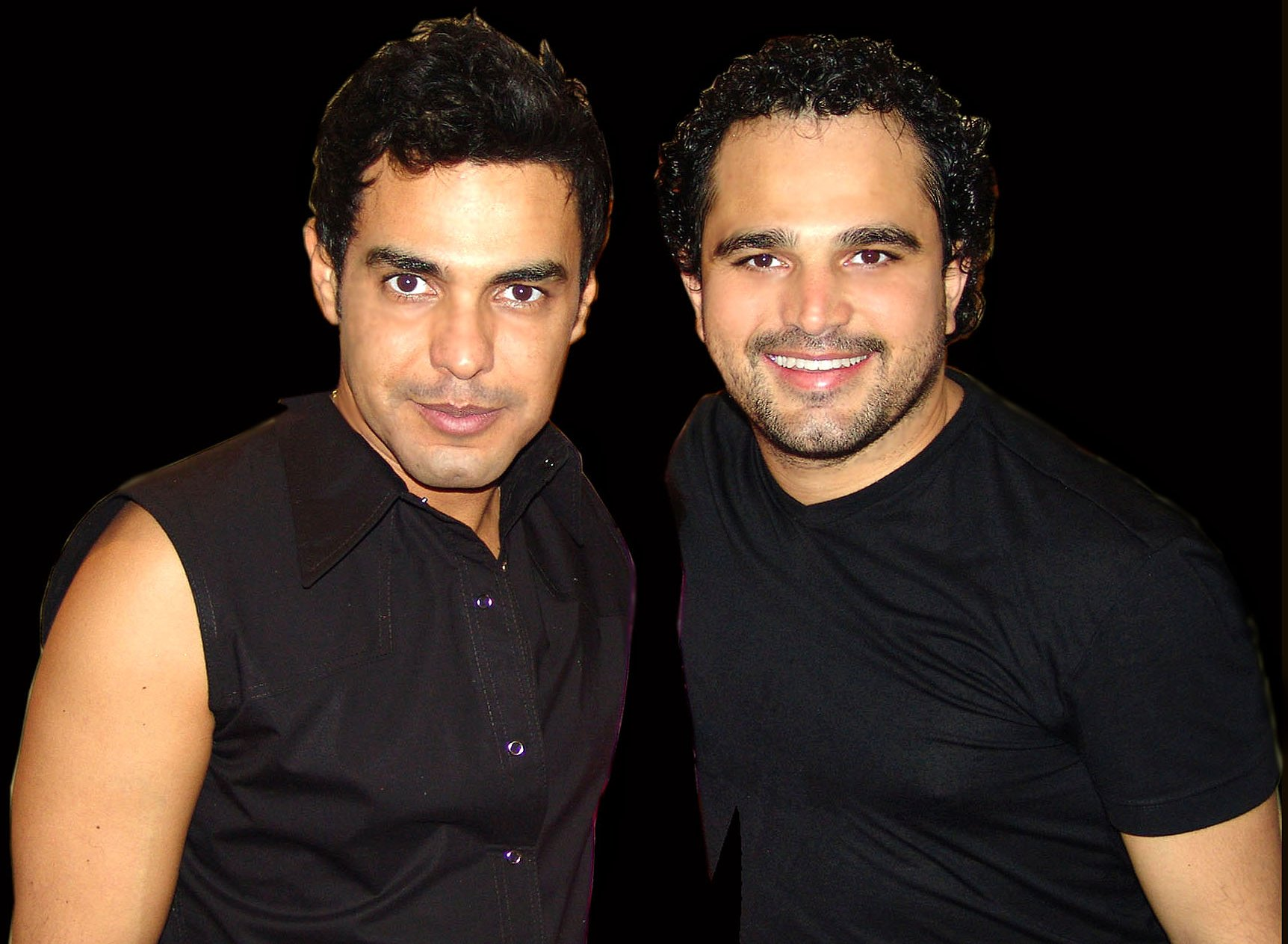
Zezé Di Camargo & Luciano

Aos 13 anos, começou a trabalhar como office-boy. Dois anos depois, adotou o pseudônimo Zé Neto e integrou, junto a Silvio Canhoto e Ary (mais tarde conhecido como Zazá), o trio Os Caçulas do Brasil, com o qual gravou, em 1978, o disco homônimo.
Alguns meses depois, o trio seria desfeito, mas Ary e Zé Neto continuariam juntos na dupla Zazá & Zezé, e gravaram três discos. Em uma entrevista dada em 2017, Zezé contou que passou a usar o sobrenome Di Camargo porque Zazá teria registrado o nome Zazá & Zezé sem o seu consentimento.
Em 1986, Zezé Di Camargo arriscou uma carreira solo, lançando dois álbuns com o repertório incluindo "Nem Dormindo Eu Consigo te Esquecer" (eternizada com Gian & Giovani) e "Quero Ter Você Comigo", em 1988. Zezé também trabalhou como compositor com as músicas "Aconchego", "Me Dê Um Sinal", "Cheiro da Maçã", "Gostoso Sentimento", "Solidão", e outras oito músicas gravadas por Leandro & Leonardo, "Perdão Amor", que foi gravada por Matão & Monteiro, "Gostoso Pecado", gravada pela dupla Chrystian & Ralf, "Foge de Mim", por Chitãozinho & Xororó, além de outras canções. Boa parte das músicas eram compostas em parceria com Fátima Leão.
Foi só em 1990 que Zezé resolveu formar dupla com seu irmão mais novo, Welson David de Camargo, que viria adotar o nome artístico de Luciano. A canção "É o Amor", gravada no final de 1990 e lançada em abril de 1991, no primeiro álbum da dupla, alavancou o sucesso dos dois que segue até hoje. Atualmente, investem em vários negócios fora da música, incluindo empresas em Goiás.
Segundo o portal maistocadas.com, três de suas composições ficaram entre as 100 mais tocadas da década de 1990, destaque para "É o Amor", que alcançou a 29º posição.

## Vida pessoal
Tem como irmãos Wellington Camargo, Luciano Camargo, Luciele Di Camargo, Emanuel Camargo, Marlene Camargo, Werley Camargo (Camarguinho) e Walter Camargo. Zezé também é tio da cantora e compositora Day Camargo.
Em 1979 começou um relacionamento com a empresária Zilu Godói, quatro anos mais velha do que ele. Em 1982, aos 19 anos, Zezé e Zilu casaram-se após ela se descobrir grávida. Dessa relação nasceram Wanessa (em 1982), Camilla (em 1985) e Igor (em 1994). Em 2012, anunciaram oficialmente a separação, e em 2014 se divorciaram. Durante o processo de divórcio, Zezé teria pedido a Zilu que mantivesse o sobrenome Camargo.
Em 2014, assumiu um namoro com a jornalista Graciele Lacerda, com quem já vinha se relacionando de forma extraconjugal há cerca de nove anos. Em novembro de 2019, eles assinaram um contrato de união estável, mas eles noivaram em 2021. Em julho de 2024, Zezé anunciou que seria pai pela quarta vez, aos 61 anos. Em agosto de 2024 ocorreu o chá revelação e casamento "surpresa" que Zezé preparou para Graciele, no qual foi revelado que seria uma menina. A caçula Clara nasceu na manhã de Natal, 25 de dezembro de 2024. Como o cantor tem vasectomia, ele e Graciele optaram por fertilização in vitro.
No dia 23 de novembro de 2020, perdeu seu pai, Francisco Camargo, com 83 anos.

## Características musicais

### Voz

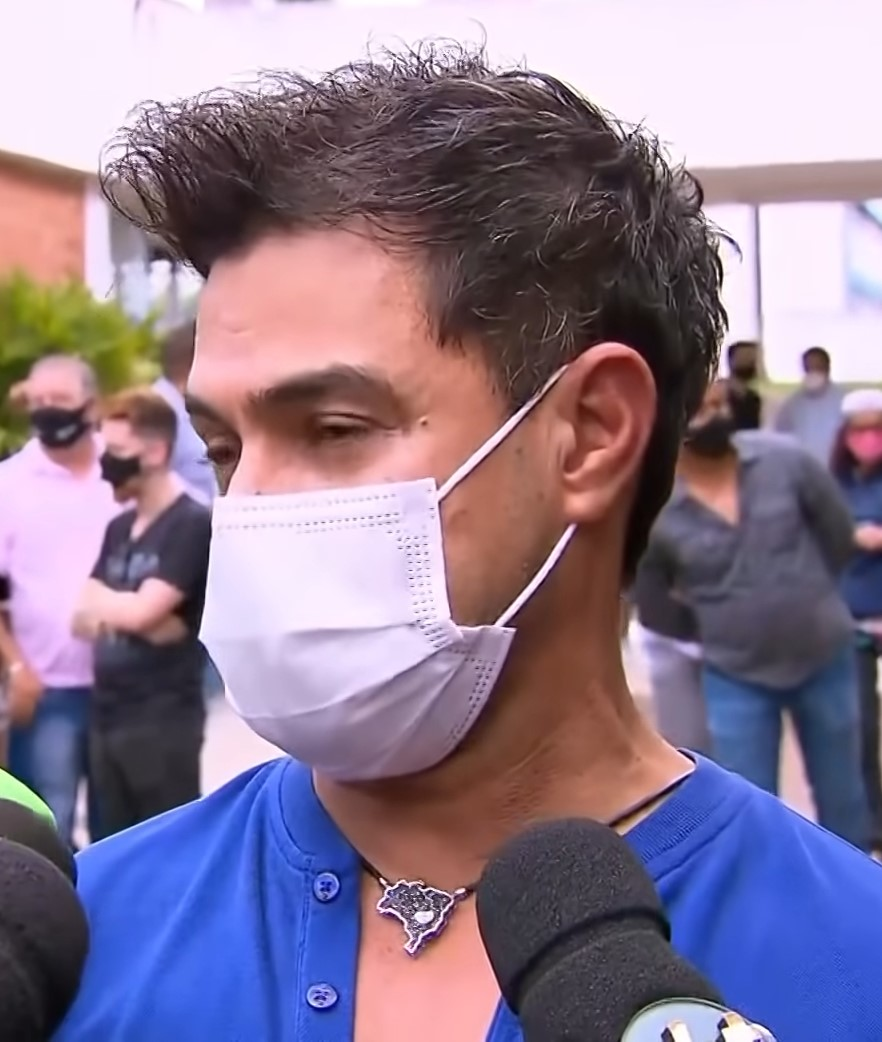
Zezé em 2020 durante entrevista no funeral de seu pai

A voz de Zezé tem sido pauta de discussões em questões de características e saúde no decorrer da sua carreira (tanto por parte de especialistas quanto dos próprios fãs). Ele sempre teve uma voz muito potente e aguda, classificada por especialistas como a de um tenor, especificamente como um tenor spinto, um tipo de voz muito aguda porém um pouco encorpada, robusta como a de um tenor dramático, porém mais extensa e com um timbre muito metálico. Ele nasceu com um problema congênito em suas cordas vocais que, com o passar do tempo, foi se agravando. Durante a carreira ao lado de Luciano, percebeu-se que com o passar dos anos a voz de Zezé começou a adquirir uma pequena rouquidão.
A partir de 2003, a voz de Zezé já não era mais a mesma dos anos 90, e isso podia ser notado nos próprios discos lançados a partir daquela época (que mesmo com os ajustes do estúdio, se percebia uns sinais de rouquidão e desgaste). Zezé afirmou durante uma entrevista para o quadro do Fantástico, Bem Sertanejo, com o cantor Michel Teló, que após um tempo, parou de usar a técnica de voz nasal e o diafragma para apoiar a respiração no canto, que levou a voz dele se deteriorar cada vez mais. O cantor desde 2004 procurava um médico para se consultar e resolver o problema em suas pregas vocais, e então em 2008 ele encontrou um médico que o deu 100% de certeza que a voz dele voltaria. Após a cirurgia em janeiro de 2008, a potência da voz de Zezé voltou, e em uma entrevista para um jornal neste mesmo ano, Zezé disse que, 12 anos antes, ele já havia ido a um fonoaudiólogo, pois percebeu certa inconstância em sua voz com o passar dos anos, porém naquela época, não tinha como solucionar, pois era um problema congênito. Anos após a cirurgia, percebeu-se que a voz de Zezé tinha voltado a se desgastar.

## Filmografia
| Curtas & Longas-Metragens | Curtas & Longas-Metragens | Curtas & Longas-Metragens | Curtas & Longas-Metragens |
| Ano                       | Título                    | Papel                     | Notas                     |
| ------------------------- | ------------------------- | ------------------------- | ------------------------- |
| 2005                      | 2 Filhos de Francisco     | ele mesmo                 | participação              |

## Discografia

### ComOs Caçulas do Brasil
(à época Zezé era creditado como Zé Neto)
- 1978: Os Caçulas do Brasil -  Asa Branca

### ComZazá
36 músicas gravadas
- 1980: A Caminho do Além - Chantecler
- 1982: Berço do Mundo -  Chantecler
- 1984: Festa dos 15 Anos - Chantecler

### Solo
- 1986: Zezé Di Camargo - 3M
- 1988: Zezé Di Camargo - 3M
- 2022: Rústico - Independente
- 2024: Rústico

### ComWanessa Camargo
- 2021: Pai & Filha

## Composições
- Solidão - Gravada por Leandro & Leonardo, Alexandre Pires
- O Cheiro da Maçã - Gravada por Leandro &  Leonardo
- O Que é Que A Gente Não Faz Por Amor - Gravada por Matão & Monteiro e Gian & Giovanni
- Melhor ou Pior - Gravada por Eduardo Costa
- Deixa Esse Cara e Vem Me Ver - Gravada por Dalvan
- Cuida do Nosso Amor - Gravada por Bruno & Marrone
- Tranque a Porta e Me Beija -Gravada por Chico Rey & Paraná, Eduardo Costa & Leonardo, Roberto Neto
- No Puedo Negar (versão em Espanhol de É O Amor) - Gravada por Chitãozinho & Xororó
- Fim de Conversa - Gravada por Roberta Miranda
- Desejo de Mulher - Gravada por Maurício Mattar, Lairton dos Teclados, Zezo
- Briga - Gravada por João Paulo & Daniel
- Amiga - Gravada por Gilliard
- Solo Amore (Versão Italiana de É O Amor) - Gravada por Ralf (Chrystian &  Ralf)
- Mudei - Gravada por Dalvan
- Do Outro Lado da Rua - Gravada por Mococa & Paraíso
- Outra Chance Nunca Mais - Gravada por Rick & Renner
- Negue - Gravada por Mato Grosso & Mathias
- Eu Suportei a Saudade - Gravada por Dalvan
- Pra Te Esquecer Não Dá - Gravada por João Paulo & Daniel
- Gostoso Sentimento - Gravada por Leandro & Leonardo / Raça Negra
- Morto de Saudade Sua - Gravada por Cezar & Paulinho
- Me Dê Um Sinal - Gravada por Leandro & Leonardo
- Hoje Não é Nosso Dia - Gravada por Felipe & Falcão
- Ponto de Chegada - Gravada por Chico Rey & Paraná
- Fui Homem Demais - Gravada por Ataíde & Alexandre,João Mineiro & Marciano
- À Queima Roupa - Gravada por Fafá de Belém
- Aguente as Pontas Coração - Gravada por Marcelo Aguiar
- Olhos nos Olhos - Gravada por Maurício & Mauri
- Dois Amigos - Gravada por Julio Iglesias
- Gostoso Pecado - Gravada por Chrystian & Ralf
- Solidão Por Perto - Gravada por Marcelo Aguiar
- Chance de Ouro - Gravada por Thiago & Tobias, Chico Rey & Paraná
- Razão Pra Chorar - Gravada por Chitãozinho & Xororó
- O Amor que Perdi - Gravada por Mato Grosso & Mathias
- Loucura e Prazer - Renê e Ronaldo